# Dornier Do 215
Дорньє Do 215 (нім. Dornier Do 215) — німецький двомоторний суцільнометалевий літак розробки компанії Dornier, що вироблявся на основі Do 17 на експорт, утім, діяв переважно у складі частин Люфтваффе, як легкий бомбардувальник, розвідувальний літак і пізніше нічний винищувач за часів Другої світової війни.

## Історія
Швидкісний бомбардувальник Do 17 викликав певний інтерес із боку представників іноземних повітряних сил (після початкового виробництва серії Do 17K). Тому в липні 1937 року Дорньє підготував передсерійний Do 17 Z-0 як демонстратор для експортних замовників. Хоча цей літак був по суті ідентичним серійному Do 17Z, Імперське міністерство авіації присвоїло позначення Do 215 як експортній версії. Однак, незважаючи на те, що Do 215 було визначено як експортну версію, багато Do 215 використовували Люфтваффе.
Перший прототип, Do 215 V1, зберіг дев'ятициліндровий радіальний двигун Bramo 323 Fafnir від Do 17Z. Під час тестування він розбився. Другий прототип, Do 215 V2, був оснащений радіальним двигуном Gnome-Rhône 14-NO. Він вдало завершив тестування, але експортних замовлень не надійшло, оскільки цей літак не продемонстрував помітного зростання ефективності у порівнянні з Do 17Z. Третій прототип, Do 215 V3, використовував рядний двигун Daimler-Benz DB 601Aa, потужністю 1175 к. с. У 1937 році Дорньє використовував попередні електростанції Daimler-Benz DB 600 у підтипах Do 17L та Do 17M. Do 215 V3, який уперше вилетів навесні 1939 року, продемонстрував помітне поліпшення показників польотів порівняно з попередніми прототипами. Були отримані замовлення від Королівських ПС Югославії на 40 літаків зі складанням у Югославії) з двигунами Jumo 211 і від Швеції на 18 машин Do 215А-1 із двигунами DB 601А..
Серійне виробництво Do 215 A-1 розпочалось у 1939 році. У серпні 1939 року замовлення, отримане від шведських ПС, яким спочатку відмовили французи з їхнім Breguet Br.694, було «заморожене» через загострення політичної ситуації та наближення війни в Європі. 18 літаків, що були випущені, підпали під ембарго та надійшли на службу до частин Люфтваффе після початку Другої світової війни.
На підставі базової моделі були проведені деякі модифікації, і літак був перейменований із Do 215 B-0 на Do 215 B-5. Загалом у період із 1939 до 1944 року на заводі Дорньє в Оберпфаффенгофені було виготовлено 105 одиниць Дорньє Do 215.

## Конструкція та дизайн

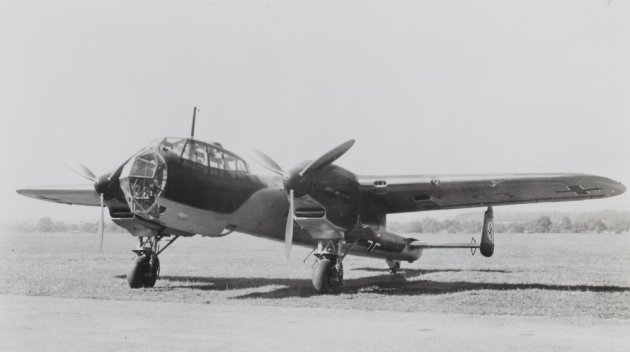
Dornier Do 215

«Дорньє» Do 215 — вільнонесучий двомоторний високоплан суцільнометалевої конструкції з подвійним вертикальним хвостовим оперенням, рознесеним по кінцях стабілізатора. Всі рулі мали вагову і аеродинамічну компенсацію і забезпечені тримерами.
Фюзеляж мав напівмонококову конструкцію з гладкою металевою обшивкою. Носова частина фюзеляжу, укорочена на відміну від Dornier Do 17, була майже повністю засклена. Кабіна екіпажу була відносно простора, закриваючись прозорим ліхтарем, та забезпечувала гарний огляд навколо. Сидіння пілота перебувало з лівого боку передньої частини кабіни, сидіння штурмана-бомбардира (він же — другий пілот) розміщувалося поруч, стрілець-радист розташовувався ззаду. За рахунок вихлопів газу двигунів забезпечувався обігрів кабіни екіпажу та робота пристрою проти замерзання на передній крайці крила.
Крила — металеві з гладкою працюючою обшивкою.
Силова установка літака — два V-подібні (перевернуті), 12-циліндрові дизельні двигуни Daimler-Benz DB 601Aa з рідинною системою охолодження, номінальною потужністю на висоті 3700 метрів — по 1070 к. с., а максимальна — по 1175 к. с. Двигуни перебували під консолями крила, в передніх частинах мотогондол, задні відсіки яких служили для прибирання основних стійок шасі. Після того, як шасі забиралося, отвори задніх відсіків мотогондол автоматично закривалися стулками. Паливо знаходилося у двох баках ємністю 860 літрів, також були два масляні баки ємністю по 110 літрів.
У кабіні екіпажу встановлювалося все оборонне озброєння літака, що включало чотири 7,92-мм авіаційні кулемети MG-15. Кулемет, розміщений над кріслом штурмана-бомбардира, кріпився в спеціальній установці, що дозволяло застосовувати його як рухомий, так і нерухомий. Два рухомі кулемети (верхній і нижній), котрі захищали задню півсферу, монтувалися в задній частині кабіни в лінзових установках «Ікарія». Сумарний боєкомплект становив 2250 набоїв.
Бомбовий відсік із горизонтальними бомботримачами був за кабіною екіпажу. Максимальне бомбове навантаження літака не перевищувало 1000 кг. Штурман здійснював бомбометання за допомогою прицілу Lotfernrohr 7A, а льотчик — за допомогою візира Kurszeiger-2.
Багатоцільове застосування Do 215 забезпечувалося, в тому числі, швидкою установкою і зняттям бомботримачів, аерофотоапаратів, паливних баків та іншого обладнання.

## Бойове застосування

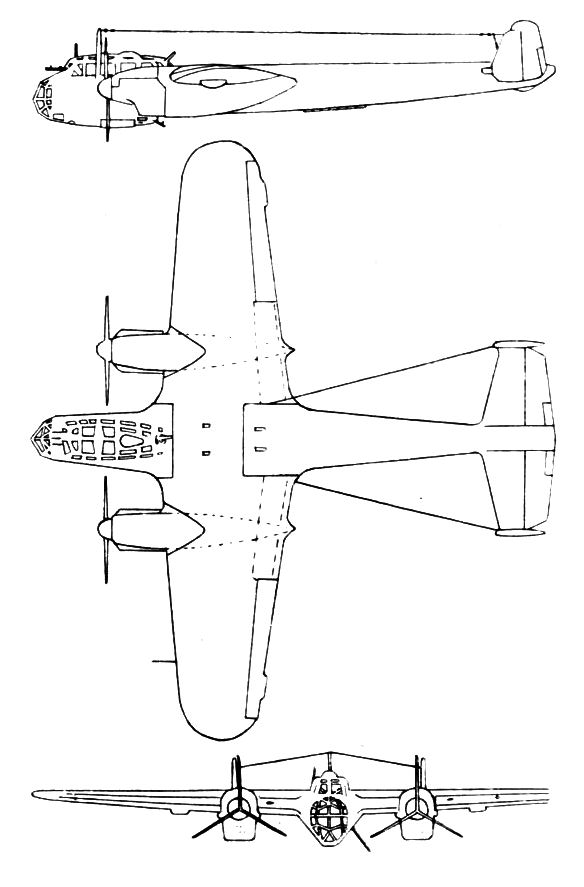
Схематичне зображення Dornier Do 215

У травні 1940 року усі три ескадрильї Aufkl.Gr./Ob.D.l. отримали на озброєння Do 215b. 1-ша ескадрилья мала три Do 215b, два Bf 110 і сім Не 111. 2-га і 3-тя ескадрильї були повністю переозброєні на Do 215, маючи відповідно 10 і 11 машин. Обмежене виробництво Do 215b тривало на «Дорньє» до початку 1941 року, коли був зданий останній літак. До цього часу, крім єдиної частини Люфтваффе з Do 215b — 4./NJG 1, літак іще перебував на озброєнні 2. і 3.Aufkl.Gr./Ob.D.L. разом з Ju 88A.
На початку 1942 року чотири колишні німецькі Do 215b-4 були передані угорським Королівським ПС разом із шістьма Не 111p-6 до складу 1-ї ескадрильї дальньої розвідки, яка діяла на Східному фронті з липня 1942 року аж до переозброєння на Ju 88. З озброєння Люфтваффе Do 215b були зняті до 1942 року, а ті, що залишилися, здебільшого використовувалися для проведення різних випробувань.
Літак Do 215 виявився «зайвим» для Люфтваффе — створений з розрахунку на експорт, він не знайшов свого місця в бомбардувальних частинах, і обмежено застосовувався як розвідник і нічний винищувач.

## Модифікації

### Прототипи
- Do 215 V1 — перший експериментальний прототип літака, перероблений Do 17 Z-0. 1 екземпляр — розбився при випробуваннях.
- Do 215 V2 — другий прототип літака, оснащений радіальним двигуном Gnome-Rhône 14-NO. 1 екземпляр.
- Do 215 V3 — третій прототип із рядним двигуном Daimler-Benz DB 601Aa. 1 екземпляр

### Серійні зразки
- Do 215 A-1 — перші серійні зразки, що розроблялися на замовлення шведських ПС. 18 од.
- Do 215 B-0 — модифіковані літаки серії A-1, оснащені FuG 10 на потребу Люфтваффе. 3 од.
- Do 215 B-1 — «шведські» бомбардувальники серії A-1, що надійшли до Люфтваффе. 15 од.
- Do 215 B-2 — перероблені у розвідувальні літаки бомбардувальники з трьома фотокамерами Rb 50/30 під бомбовим відсіком.
- Do 215 B-3 — літаки B-1 для продажу СРСР. 2 екземпляри.
- Do 215 B-4 — модернізовані літаки-розвідники B-2 з фотокамерами Rb 20/30 & Rb 50/30.
- Do 215 B-5 Kauz III — модифіковані у нічні винищувачі бомбардувальники B-1 та B-4 з інфрачервоними прожекторами, озброєні чотирма 7,92-мм кулеметами MG-17 та двома 20-мм авіаційними гарматами MG FF. З середини 1942 року встановлювався радар FuG 202 Lichtenstein B/C. 20 літаків.

## Країни-оператори

### Використовували літаки
Третій Рейх
- Люфтваффе

 Угорське королівство
- Королівські повітряні сили Угорщини: 11 од.

 СРСР
- Військово-повітряні сили СРСР: 2 од.

### Заплановані (нереалізовані)
Швеція
- Повітряні сили Швеції: планувалося 18 од.

 Югославія
- Королівські повітряні сили Югославії: планувалося 40 од.

 Нідерланди
- Королівські повітряні сили Нідерландів: планувалося 24 од. на заміну голландським Fokker T.V

## Літаки порівнянної ролі, конфігурації та епохи
- Bristol Blenheim
- De Havilland Mosquito
- Caproni Ca.310
- Fokker G.I
- PZL.37 Łoś
- АНТ-40
- Douglas A-20 Havoc
- Dornier Do 17
- Dornier Do 217
- Potez 630
- Aero A.304
- Kawasaki Ki-48
- Tachikawa Ki-74